# スジホシムシ科
スジホシムシ科（スジホシムシか、Sipunculidae）は星口動物門スジホシムシ綱の科。5属からなり、スジホシムシ目の唯一の科である。
スジホシムシ綱は触手が口を囲んで配列することで、サメハダホシムシ綱と区別できる。この綱にはスジホシムシ科のほかにフクロホシムシ目の3科が含まれるが、スジホシムシ科は体壁の筋肉のうち、縦筋が分離して束状になることで区別できる。

## 構成種
属の特徴は西川による。学名と分類体系はWorld Register of Marine Speciesに従い、有効名とされるもののみを挙げた。
なお、2012年に発表された分子系統学に基づく分類体系では、スジホシムシモドキ属とSiphonomecusの2属は新科Siphonosomatidaeに分類され、Phascolopsisはフクロホシムシ科に移されたため、本科に含まれるのはスジホシムシ属とXenosiphonの2属のみとなっている。

### Phascolopsis
Phascolopsis (Fisher, 1950)は、この科の他属と同様に縦筋は分離するが、環筋は分離しないのが特徴。
- Phascolopsis gouldii (De Pourtalès, 1851)

### Siphonomecus
Siphonomecus Fisher, 1947をはじめ、上記のPhascolopsis以外の4属では縦筋に加えて環筋も分離し、束になる。加えて、本属はその筋肉の束が合流と分岐を繰り返すこと、腸管と体壁を繋ぐ紡錘筋が体幹の後端まで伸びること、陥入吻に繋がる牽引筋が2本しかないことで他属と識別できる。
- Siphonomecus multicinctus Fisher, 1947

### スジホシムシモドキ属
スジホシムシモドキ属Siphonosoma Spengel, 1912では、上記のSiphonomecusと同じく、縦筋と環筋の束は頻繁に合流・分岐し、紡錘筋は体幹の後端まで伸びる。しかし、牽引筋が4本あることで区別できる。
- Siphonosoma arcassonense (Cuénot, 1902)
- Siphonosoma australe (Keferstein, 1865)
- Siphonosoma boholense (Selenka, de Man & Bülow, 1883)
- Siphonosoma cumanense (Keferstein, 1867) - スジホシムシモドキ
- Siphonosoma dayi Stephen, 1942
- Siphonosoma funafuti (Shipley, 1898) - アマミスジホシムシモドキ
- Siphonosoma ingens (Fisher, 1947)
- Siphonosoma mourense Satô, 1930 - キタスジホシムシ
- Siphonosoma rotumanum (Shipley, 1898)
- Siphonosoma vastum (Selenka & Bülow, 1883) - ムラクモスジホシムシモドキ

### スジホシムシ属

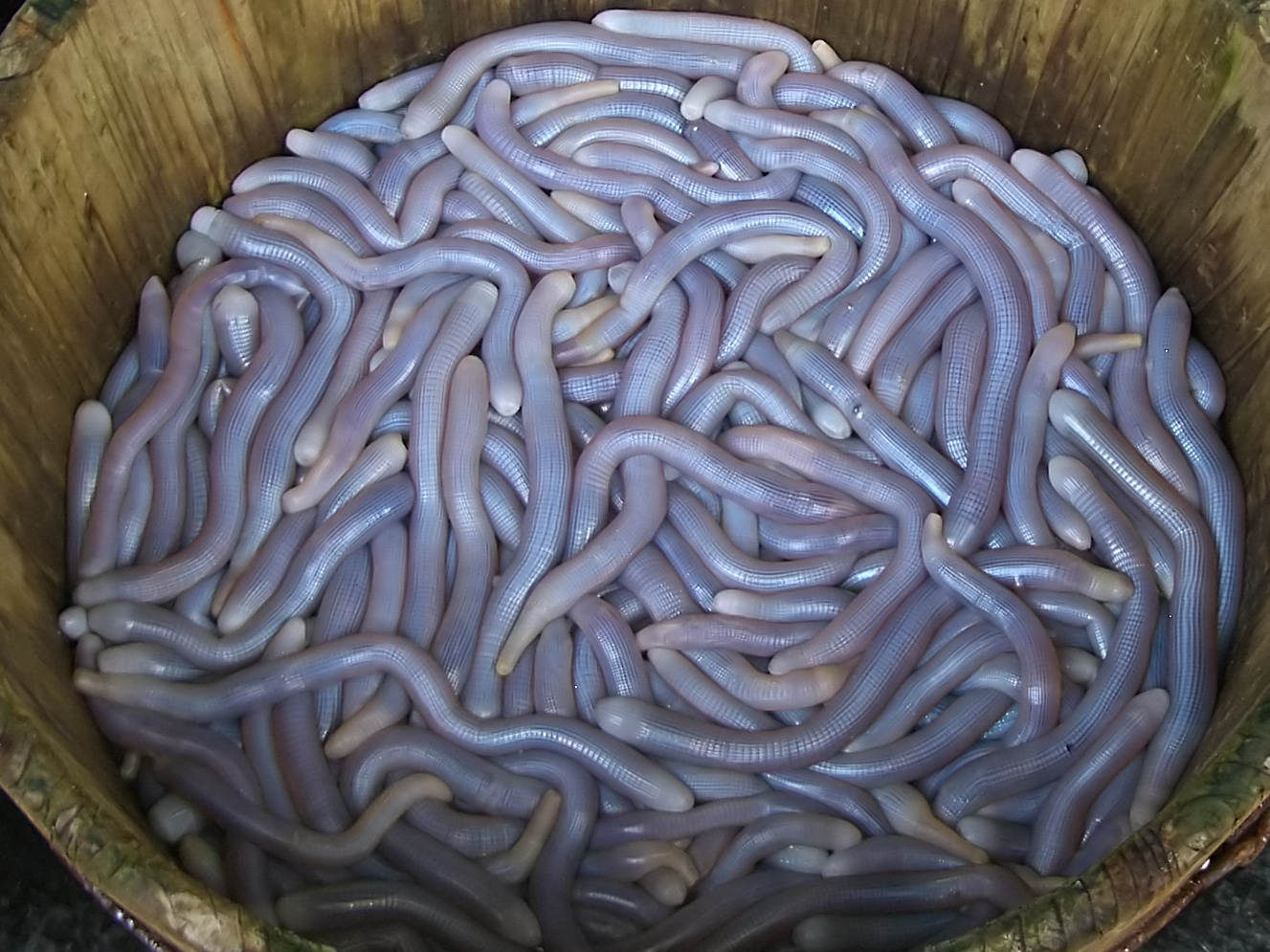
広西チワン族自治区北海市産のスジホシムシ

スジホシムシ属Sipunculus Linnaeus, 1766の環筋・縦筋は前2属と同様に束になるが、その束は合流や分岐をほとんどしない。また、紡錘筋は後端まで伸びずに、腸管の螺旋のなかで消失する。下記のXenosiphonとは、本属では腸の前端がよじれたループになることで識別できる。Austrosiphon (Fisher, 1954)とSipunculus Linnaeus, 1766の2亜属に分類される。
- Sipunculus (Austrosiphon) indicus Peters, 1850
- Sipunculus (Austrosiphon) mundanus Selenka & Bülow, 1883
- Sipunculus (Sipunculus) angasoides Chen, 1963
- Sipunculus (Sipunculus) lomonossovi Murina, 1968
- Sipunculus (Sipunculus) longipapillosus Murina, 1968
- Sipunculus (Sipunculus) marcusi Ditadi, 1976
- Sipunculus (Sipunculus) norvegicus Danielssen, 1869
- Sipunculus (Sipunculus) nudus Linnaeus, 1766 - スジホシムシ
- Sipunculus (Sipunculus) phalloides Pallas, 1774
  - Sipunculus (Sipunculus) phalloides inclusus Sluiter, 1902
  - Sipunculus (Sipunculus) phalloides phalloides (Pallas, 1774)
- Sipunculus (Sipunculus) polymyotus Fisher, 1947
- Sipunculus (Sipunculus) robustus Keferstein, 1865

### Xenosiphon
Xenosiphon Fisher, 1947では、筋肉の特徴は上記のスジホシムシ属と一致するが、腸の前端はループにならない。
- Xenosiphon absconditus Saiz, 1984
- Xenosiphon branchiatus (Fischer, 1894)